# Xbox Game Pass
Xbox Game Pass je předplacená služba společnosti Microsoft Gaming jako součást Xboxu. Byla spuštěna 1. června 2017 a umožňuje hráčům stahovat a hrát videohry prostřednictvím herních konzolí, Windows, Androidu, iOS, iPadOS, webových prohlížečů, chytrých televizorů a cloudu. Služba obsahuje rotující knihovnu titulů, které jsou dostupné po dobu aktivního předplatného. Předplatitelé získávají slevy na nákupy her a jejich stažitelného obsahu (DLC).
Xbox Game Pass se skládá ze dvou samostatných produktů: Xbox Game Pass pro konzole Xbox One a Series X/S a PC Game Pass pro počítače s Windows 10 a Windows 11. Existuje také Game Pass Ultimate, který zahrnuje obě služby, navíc přístup ke cloudovému hraní a benefity předplatného Xbox Game Pass Core.
Služba obsahuje tituly od studií Xbox Game Studios, Bethesda Softworks a Activision Blizzard, jakož i od jiných vydavatelů. Od ledna 2018 jsou nové hry Xbox Game Studios dostupné v Game Pass v den vydání. Microsoft také nabízí přístup ke službě EA Play, Ubisoft+ a bonusovým odměnám od Riot Games pro předplatitele PC Game Pass a Game Pass Ultimate.
Dne 14. září 2023 byla zrušena služba Xbox Live Gold a integrována do Game Pass jako nová cenově dostupná úroveň s názvem Xbox Game Pass Core, která nabízí knihovnu omezeného počtu her.

## Historie
Myšlenka na Xbox Game Pass vznikla po nástupu Phila Spencera do čela Xboxu po kontroverzním uvedení Xbox One. Původně byla Game Pass koncipována jako herní "půjčovna" pod krycím názvem Arches, později se inspirovala modely služeb jako Netflix a Spotify. Jedním z prvních testovacích titulů byla hra Sea of Thieves od Rare, která se stala první velkou exkluzivitou dostupnou v den vydání.

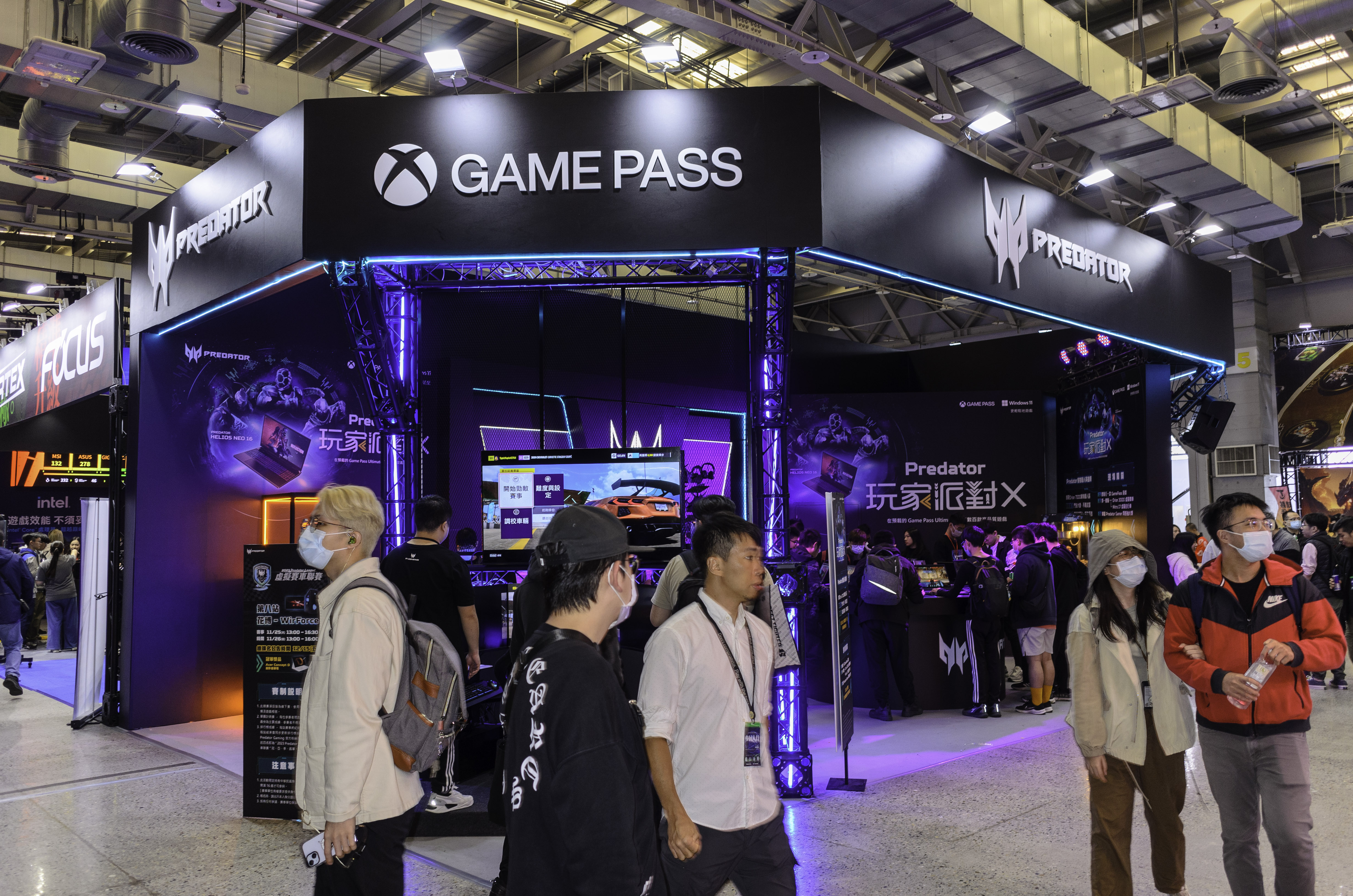
WirForce 2023, stánek Acer Predator.

Služba byla oznámena 28. února 2017 a zpřístupněna ve druhém čtvrtletí roku nejprve předplatitelům Xbox Live Gold a následně veřejnosti. Na E3 2017 Microsoft oznámil zpětnou kompatibilitu vybraných titulů. Od roku 2018 začaly být přidávány tituly v den vydání, jako Sea of Thieves, State of Decay 2 nebo Forza Horizon 4.
Dne 18. dubna 2019 byl oznámen Xbox Game Pass Ultimate, kombinující Game Pass a Xbox Live Gold. V květnu 2019 byl představen Game Pass pro PC. V září 2020 byla spuštěna služba Xbox Cloud Gaming.
V prosinci 2021 byla služba pro PC oficiálně přejmenována na PC Game Pass.
Dne 18. ledna 2022 Microsoft oznámil dosažení 25 milionů předplatitelů. Téhož dne byla oznámena akvizice Activision Blizzard.
V roce 2022 bylo oznámeno partnerství s Riot Games a v září 2022 představen plán Friends & Family, umožňující sdílení s až čtyřmi osobami.
V březnu 2023 skončila promo akce s cenou 1 dolar za první měsíc.
V září 2024 byly oznámeny cenové změny a zavedení tarifu Standard. V květnu 2025 došlo k partnerství s Antstream Arcade, který přinesl retro hry do služby.

## Funkce
Game Pass umožňuje stahování plných her do konzole. Obsahuje přes 100 titulů napříč vývojáři jako Bandai Namco, Capcom, WB Games, 2K Games aj. Podporuje hry pro Xbox Series X/S, Xbox One a vybrané tituly pro Xbox 360 a původní Xbox.
Hry lze hrát offline až 30 dní bez ověření předplatného. Při odebrání titulu z katalogu nebo zrušení předplatného je hra znepřístupněna, ale uložený postup zůstává. Předplatitelé mají možnost nákupu her s 20% slevou a doplňků s 10% slevou.
Microsoft spolupracuje s vývojáři na různých modelech financování - od paušálních poplatků po podíl na zisku dle použití. Služba pomáhá propagovat menší a experimentální tituly.

## Předplatitelé
Do dubna 2020 měla služba přes 10 milionů předplatitelů, v lednu 2022 přes 25 milionů a v únoru 2024 dosáhla 34 milionů. V roce 2021 tvořily příjmy Game Pass 2,9 miliardy USD, což je přibližně 30% z herních příjmů Microsoftu.

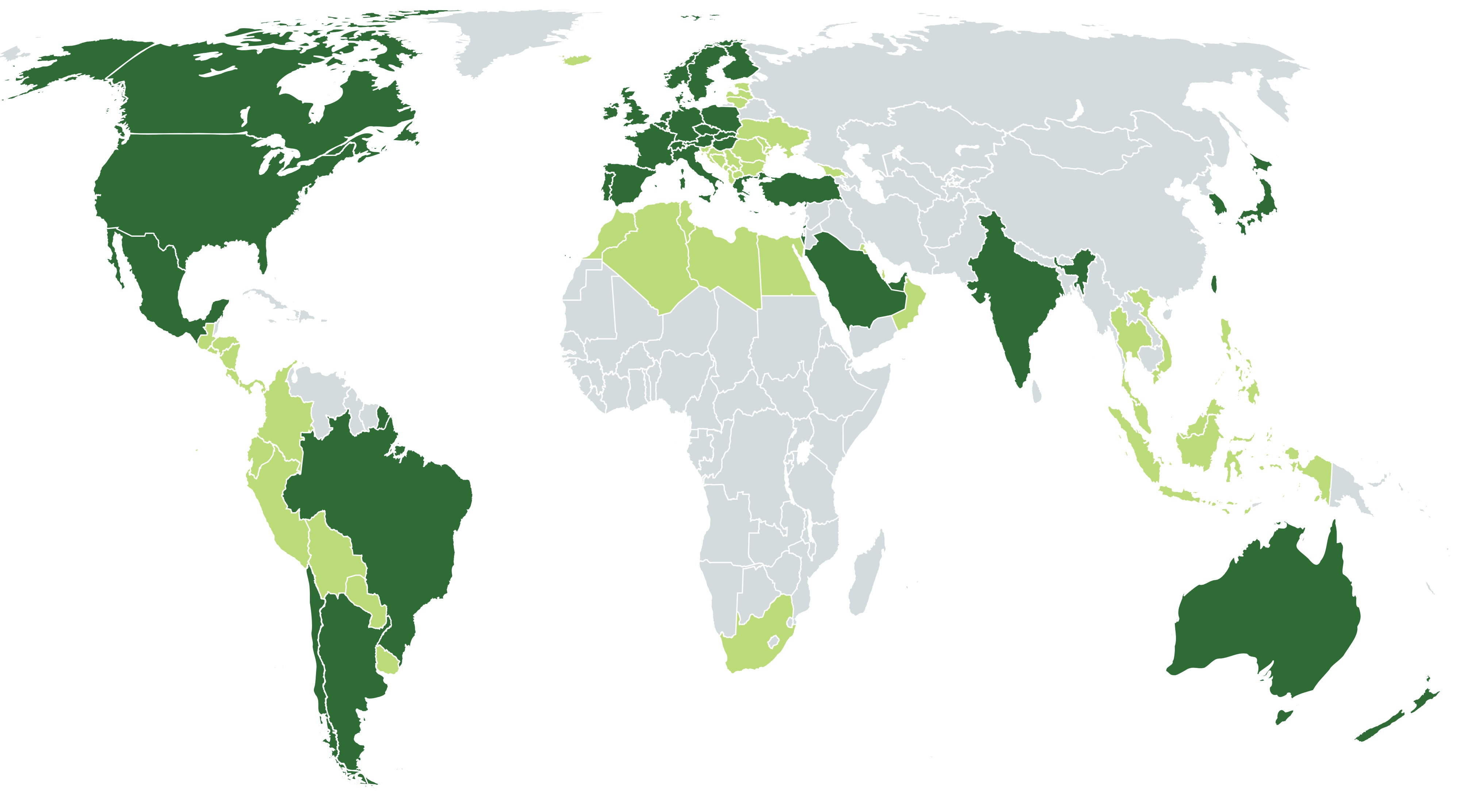
Dostupnost Xbox Game Pass podle zemí

## Dostupnost
Game Pass je dostupný ve většině velkých regionů, včetně České republiky. V roce 2022 byla spuštěna služba v jihovýchodní Asii, v roce 2023 pak v dalších zemích Evropy, severní Afriky a Blízkého východu.